# Yasuhiro Wada
Yasuhiro Wada (jap. 和田康裕 Wada Yasuhiro; ur. 9 października 1951) – japoński pracownik Hondy.

## Życiorys
Yasuhiro Wada w 1974 roku rozpoczął pracę w Honda Motor Company. Był mocno zaangażowany w otwarcie zespołu Acury w latach 80. XX wieku w Stanach Zjednoczonych. Od 2000 roku był szefem Honda Motor Sports Division w Tokio, a także pracował w Honda Performance Development w Stanach Zjednoczonych i w Honda Racing Development w Wielkiej Brytanii. Od 2003 roku nadzorował programy firmy w Indy Racing League. W 2005 rozpoczął pracę w zespole Formuły 1 British American Racing, gdy w 2005 zespół został przekształcony w Honda Racing F1 jego obowiązki zostały poszerzone, miał znaczny wkład w start fabrycznego zespołu. Od sezonu 2006 współpracował z dyrektorem generalnym Honda Racing Nickiem Fry’em. Był także szefem zespołu. 5 grudnia 2008 roku zespół wycofał się z Formuły 1.